# Distretto di Nymburk
Il distretto di Nymburk (in ceco okres Nymburk) è un distretto della Repubblica Ceca nella regione della Boemia Centrale. Il capoluogo di distretto è la città di Nymburk.

## Geografia antropica
Il distretto conta 87 comuni:

### Città
- Lysá nad Labem
- Městec Králové
- Milovice
- Nymburk
- Poděbrady
- Rožďalovice
- Sadská

### Comuni mercato
- Kounice
- Křinec
- Loučeň

### Comuni
- Běrunice
- Bobnice
- Bříství
- Budiměřice
- Chleby
- Choťánky
- Chotěšice
- Chrást
- Chroustov
- Černíky
- Čilec
- Činěves
- Dlouhopolsko
- Dobšice
- Dvory
- Dymokury
- Hořany
- Hořátev
- Hradčany
- Hradištko
- Hrubý Jeseník
- Jíkev
- Jiřice
- Jizbice
- Kamenné Zboží
- Kněžice
- Kněžičky
- Kolaje
- Kostelní Lhota
- Kostomlátky
- Kostomlaty nad Labem
- Košík
- Kouty
- Kovanice
- Krchleby
- Křečkov
- Libice nad Cidlinou
- Mcely
- Milčice
- Netřebice
- Nový Dvůr
- Odřepsy
- Okřínek
- Opočnice
- Opolany
- Oseček
- Oskořínek
- Ostrá
- Pátek
- Písková Lhota
- Písty
- Podmoky
- Přerov nad Labem
- Sány
- Seletice
- Semice
- Senice
- Sloveč
- Sokoleč
- Stará Lysá
- Starý Vestec
- Straky
- Stratov
- Třebestovice
- Úmyslovice
- Velenice
- Velenka
- Vestec
- Vlkov pod Oškobrhem
- Vrbice
- Vrbová Lhota
- Všechlapy
- Vykáň
- Záhornice
- Zbožíčko
- Zvěřínek
- Žitovlice